# Моделювання трансформатора
Моделювання трансформатора при завантаженні.
Короткий вступ:
Трансформатор — це статична електрична машина, яка виконує завдання трансформатора енергії з одного електричного ланцюга на інший електричний ланцюг через магнітний ланцюг без зміни частоти. Він працює лише на змінному струмі. Працює за принципом взаємної індукції. Основними частинами трансформатора є: обмотки, сердечники, ізоляційні матеріали, втулки та пристрої для охолодження.
Що стосується його функцій, він, як правило, використовується для збільшення або зменшення напруги, що дійсно допомагає зменшити втрати передачі.
Моделювання трансформатора
Модель призначена для імітування продуктивності однофазного трансформатора під різними навантаженнями. Це робиться після розгляду відповідних математичних рівнянь, що регулюють роботу трансформатора. Як правило, продуктивність трансформатора зазвичай характеризується його ефективністю та регуляцією напруги, яка змінюється залежно від величини та залежності навантаження.
Перш ніж обговорити модель імітації, давайте поглянемо на деякі базові рівняння, що регулюють функцію трансформатора (тут розглядається два обмоткових трансформатора).
Оскільки як первинна, так і вторинна обмотувані виготовлені з міді, обмотки сприяють омічним втратам і потокам витоку, які представляють опір та реактивність витоків в первинній та вторинній ланцюгах.
Математична модель трансформатора може бути отримана з її еквівалентної схеми
Рівняння, що визначають ефективність трансформатора:
Ефективність (%) = (вихідна потужність) — / (вхідна потужність) X 100 або (вихідна потужність) / (вихідна потужність + втрати) X 100
Вхідна потужність = {\displaystyle V_{1}*I_{1};}
Вихідна потужність = {\displaystyle V_{2}*I_{2}*\cos \Phi ;}
Втрати = Омічні втрати (втрати міді) + втрати заліза (постійні втрати) = {\displaystyle (I_{2}^{2})*R_{e}+\pi .}
Позначення:
{\displaystyle V_{1}} = первинна напруга
{\displaystyle V_{2}} = вторинна напруга
{\displaystyle I_{1},I_{2}} = первинні та вторинні струми
{\displaystyle R_{1},R_{2}} = опір первинної та вторинної обмотки
{\displaystyle a} = коефіцієнт повороту = {\displaystyle N1/N2}
{\displaystyle R_{e}} = еквівалентний опір, що називається вторинним = {\displaystyle R_{2}+{\frac {R_{1}}{a_{2}}}}
Ефективність (%) = {\displaystyle {\frac {V_{2}*I_{2}*\cos \Phi }{V_{2}*I_{2}*\cos \Phi +I_{2}^{2}*R_{e}+\pi }}}
Імітування трансформатора у MATLAB
Варіант ефективності з навантаженням трансформатора моделюється за допомогою MATLAB.

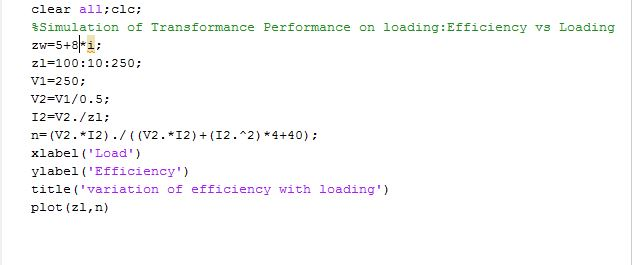
Код ефективності варіації[2

 Давайте припустимо, що трансформатор має наступні характеристики: 
{\displaystyle R_{e}+jX_{e}=5+8i;}
{\displaystyle a=0,5;}
{\displaystyle V_{1}=250B;} 50 Гц; 
Zl = від 100 до 250 Ом зі ступенями 10; Пі (постійні втрати) = 40 Вт
Висновок

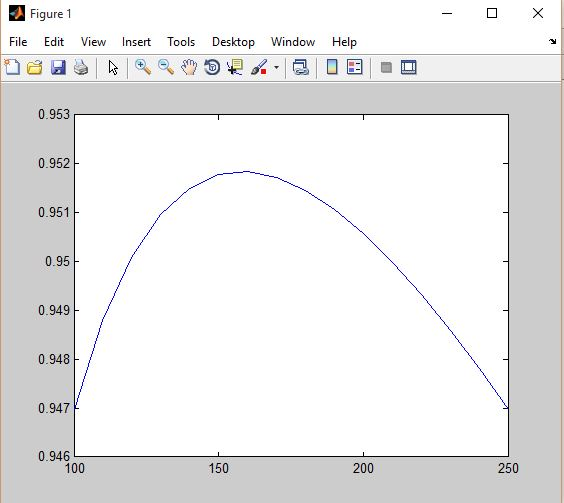
Крива ефективності

Видно, що ефективність при низьких навантаженнях низька і досягає максимального значення для певного навантаження. Потім ефективність знижується, коли збільшується навантаження. Іноді бажано знати, за яких умов і за якою величиною навантаження, трансформатор буде працювати з максимальною ефективністю. Аналізуючи криву або математичні докази, це показує, що ефективність для заданого коефіцієнта потужності максимальна, коли втрати міді дорівнюють постійним втратам.